# Campionatul de război 1945-1946
Din cauza celui de-al Doilea Război Mondial, nu se joacă meciuri din prima divizie. Doar meciuri la nivel regional. 
La 9 mai 1945 Germania capitulează, iar în Europa se instalează o pace așteptată de toată lumea. S-au reluat și jocurile internaționale, Steaua Roșie Belgrad va învinge cu 5-2 o selecționată a Capitalei. A doua zi, sârbii vor juca și cu o selecționată a provinciei, rezultatul fiind 2-2.